# اکباتان (فیلم)
اکباتان فیلمی به کارگردانی و نویسندگی مهرشاد کارخانی محصول سال ۱۳۹۰ است.

## خلاصه داستان
مردی به نام البرز پس از آزادی از زندان سراغ دریا، خواهرش می رود که سر بدهکاری های مالی به مردی، در چنگال او اسیر است؛ البرز برای کمک به خواهرش با شخصی به نام شهباز آشنا می شود...

## بازیگران
- شاهد احمدلو
- مزدک میرعابدینی
- سحر قریشی
- سروش صحت
- مانی حیدری
- پوراندخت مهیمن
- داوود رشیدی